# Jacques de Fontenay
Pour les articles homonymes, voir Defontenay.
Jacques Defontenay est un homme politique français né le 19 mai 1796 à Rouen (Seine-Inférieure) et décédé le 1er juillet 1879.

## Biographie
Manufacturier, il est député de l'Eure de 1849 à 1851, siégeant à droite.

## Sources
- « Jacques de Fontenay », dans Adolphe Robert et Gaston Cougny, Dictionnaire des parlementaires français, Edgar Bourloton, 1889-1891 [détail de l’édition]